# Marie-Louise Coleiro Preca
Marie-Louise Coleiro Preca (Qormi, Malta, 7 de diciembre de 1958) es una política, notaria, científica del derecho y social maltesa. Pertenece al Partido Laborista y fue la presidenta de Malta desde 2014 hasta 2019.

## Biografía
Nacida en la localidad maltesa de Qormi en el año 1958. Asistió a la Universidad de Malta, donde se graduó en Ciencia del Derecho y Ciencias humanas, también obtuvo un diploma de notaria pública.
Tras finalizar sus estudios superiores comenzó a trabajar en su profesión y a su vez entró en política ingresando en el Partido Laborista de Malta, comenzando en el cargo de miembro del ejecutivo nacional y secretaria adjunta. Seguidamente, entre 1982 y 1991, fue la secretaria general de los laboristas malteses.
También durante estos años ha sido miembro de la Mesa Nacional de las Juventudes Socialistas, Presidenta de la Sección de Mujeres de los laboristas y también miembro fundadora de la Fundación Guze Ellul Mercer y editora del periódico semanal del partido: Il-Helsien.
Desde el 24 de octubre de 1998 es diputada de la Cámara de Representantes de Malta, siendo reelegida en 2003, 2008 y actualmente en 2013. Como diputada ha trabajado en temas para la política social, el turismo, la sanidad, es perteneciente en la comisión permanente de Asuntos sociales, en la Comisión Nacional para la moral fiscal y en la Delegación para el Consejo de Europa.
Además de su labor política también ejerce en el sector privado, siendo perteneciente a la junta de directores de la empresa de telecomunicaciones: Maltacom plc (ahora GO p.l.c.).
El 11 de marzo de 2013, fue nombrada como ministra de la Familia y Solidaridad Social, hasta que tras su candidatura a las elecciones presidenciales dejó el ministerio y fue sucedida por el político Michael Farrugia.
Tras haber ganado las elecciones presidenciales de 2014, se convirtió en presidenta electa. El 1 de marzo de 2014, el primer ministro Joseph Muscat anunció públicamente que había aceptado el cargo, su fecha de investidura y a su vez todos los detalles de las elecciones. El 4 de abril, en sucesión de George Abela, fue juramentada y nombrada como nueva presidenta de Malta. Es la segunda mujer en ocupar este puesto, por detrás de Agatha Barbara y también a sus 55 años es la persona más joven en la Historia presidencial del país mediterráneo.

## Condecoraciones
| Distinción                                                          |
| ------------------------------------------------------------------- |
| Collar de Compañeros de Honor de la Orden del Mérito de Malta, KUOM |